# 丹波市立春日中学校
丹波市立春日中学校（たんばしりつ かすがちゅうがっこう）は、兵庫県丹波市春日町野村にある公立中学校。

## 校区
- 丹波市立春日部小学校
- 丹波市立大路小学校
- 丹波市立進修小学校
- 丹波市立黒井小学校
- 丹波市立船城小学校

## 部活動

### 運動部
- 野球部
- 陸上競技部
- ソフトテニス部
- バスケットボール部
- バレーボール部
- 女子卓球部
- 剣道部

### 文化部
- 吹奏楽部
- 美術・創作部

## 著名な出身者
- 林時彦 - 兵庫県丹波市長　※明徳中学校時代の卒業生
- 多田文昌 - 美術家

## 校区が隣接している学校
- 丹波市立市島中学校
- 丹波市立氷上中学校
- 丹波市立柏原中学校
- 丹波篠山市立丹南中学校、丹波篠山市立西紀中学校から選択可能な区域。
- 丹波篠山市立西紀中学校
- 京都府福知山市立三和中学校